# Os Quatro Filhos
Os Quatro Filhos é uma telenovela brasileira produzida pela extinta TV Excelsior e exibida de 10 de maio a 4 de setembro de 1965 no horário das 19 horas, totalizando 102 capítulos. Foi escrita por J. Silvestre e dirigida por Waldemar de Moraes.

## Trama
Duas fontes trazem descrições de uma história completamente diferentes.

1 - Dário quer descobrir qual dos quatro filhos de Isaura (Mozart, Celso, Luiz ou Gérson) é seu, ela decide castiga-lo pelo desprezo na juventude e não revela o segredo. Com ódio, Dário começa a destruir a vida dos quatro, no final, Isaura conta a verdade: Luiz é o filho dele.
2 - Dário quer saber qual dos seus filhos não é dele, Isaura não conta com medo dele destruir o jovem. Tudo se resolve quando Dora, irmã de Dário que ele pensava estar morta, revela que tiveram um filho solteira e pediu para Isaura criar-lo. Celso era o sobrinho, e não seu filho.

## Elenco
| Ator/Atriz       | Personagem |
| ---------------- | ---------- |
| Rodolfo Mayer    | Dário      |
| Lídia Costa      | Isaura     |
| J. Silvestre     | Celso      |
| Francisco Cuoco  | Luiz       |
| Newton Prado     | Mozart     |
| Armando Bógus    | Gerson     |
| Aracy Cardoso    | Lia        |
| Jaime Barcelos   | Mr. Ronald |
| Lourdes Rocha    | Dora       |
| Jacira Sampaio   | Maria      |
| Lolita Rodrigues |            |
| Renato Master    |            |
| Ivan Mesquita    |            |
| Lélia Abramo     |            |
| Alberto Baruque  |            |
| Mário Guimarães  |            |
| Wilma Lopes      |            |